# Pepi Lemer
Pepi Lemer (* 25. Mai 1944 in Ilfracombe, England) ist eine britische Jazzsängerin.
Lemer, die aus einer musikalischen Familie stammt, hatte ab dem fünften Lebensjahr Gesangsunterricht und später auch Tanzunterricht. Sie arbeitete zunächst beim Kabarett und beim Theater. Sie trat weiterhin mit dem Spontaneous Music Ensemble, Centipede, Barbara Thompson, Michael Gibbs und mit E, der Band ihres damaligen Mannes Pete Lemer auf. Weiterhin ging sie mit Jerry Lee Lewis und Little Richard auf Tournee und war an Aufnahmen im Pop- und Rockbereich mit Alan Price oder Mike Oldfield beteiligt. Gemeinsam mit Jeff Clyne gründete sie Turning Point und tourte mit Allan Holdsworth und Neil Ardley. Lemer arbeitet seit Mitte der 1980er als Gesangslehrerin. Die von Urszula Dudziak beeinflusste Sängerin ist verantwortlich für die Stimmausbildung der Spice Girls und von Boyzone, Jennifer Saunders oder Graham Norton.
Lemer beherrscht ein Repertoire vom populären Lied bis hin zu abstrakter Vokalakrobatik und freier Improvisation.

## Lexigraphischer Hinweis
- Ian Carr, Digby Fairweather, Brian Priestley: Rough Guide Jazz. Der ultimative Führer zur Jazzmusik. 1700 Künstler und Bands von den Anfängen bis heute. Metzler, Stuttgart/Weimar 1999, ISBN 3-476-01584-X.